# Revista Pinlu

## Origen
El prócer de la historieta argentina, Guillermo Guerrero nace el 26 de julio de 1923, en el barrio porteño de Villa Urquiza. Se desempeñó desde su adolescencia como ayudante de otro prócer como Lino Palacio (creador de Don Fulgencio, entre otros, y padre del dibujante Faruk, creador de Cicuta) en la revista Billiken. Luego ya sigue su propio camino en Rico Tipo (fundada por otro prócer, Guillermo Divito), El Hogar, Tit-bits, el periódico La Razón).
Al final de su carrera, tras la exitosa Revista Lúpin, crea y dirige la revista Pinlu, tras la muerte de su socio, Héctor Sídoli (21 de febrero de 1923-30 de diciembre de 2006), con quien había fundado la revista Lúpin en 1966 junto con Divito. Guerrero y Sídoli se habían independizado de las revistas de historietas Capicúa y Piantadino.
El primer número de Pinlu sale a la calle en junio de 2007.
Guerrero realizó este proyecto que contenía únicamente sus personajes (Lúpin, el piloto; Al Feñique; Piedrito y Saurito, sus primeros personajes cuando era tan sólo un niño; Mosca Kid; y Moscato, Oporto y Anís).
Decidió bautizarlo como "Pinlu" (nombre del personaje aviador y primo de Lúpin, el piloto, que vivía en Estados Unidos y que apareció por primera vez en el número 150 de la desaparecida revista Lúpin, que fue publicada entre 1966 y 2007 de forma ininterrumpida).
Pinlu es un arriesgado piloto de prototipos de vanguardia que siempre se burla de su primo, Lúpin, amante de los aeroplanos de la "vieja escuela" y dueño de un fiel biplano (al que Guerrero dibujó basándose en el SE.5A de la Primera Guerra Mundial) y al que visitaba ocasionalmente (viaje que siempre derivaba en una aventura). Pero Pinlu no sólo tenía fricciones con su primo, sino también con el abuelo de éste (héroe de la Primera Guerra Mundial) y con su fiel mecánico, el inefable Lunfardino (anciano tanguero de la primera hora).

## Formato y contenido
Pinlu basa su estructura en los preceptos llevados adelante en la revista Lúpin; es decir, una publicación técnico-didáctica orientada a la familia de publicación mensual. Siguen los hobbies como el aeromodelismo y el modelismo naval; la electrónica; el cámping; la computación, etc.
Con la autoría de Carlos Ernesto Frutos (el guionista colaborador de mayor trayectoria junto a Guerrero), en el número 1 se incluyó la mega historieta que reunía a todos los personajes de Guerrero y que originalmente fuera planificada para el tan ansiado número 500 de la revista Lúpin (como guiño hacia los lectores que sintieron desazón por la desaparición de la publicación original y que hubiera correspondido al mes de mayo de 2007).
Aquí continúan las colaboraciones de Jorge "El Polaco" Sysa en ciclismo y camping, y regresan momentáneamente los modelos de Juan Luis Barrionuevo.
De Pinlu se llegaron a editar 28 revistas, hasta el mes de septiembre del 2009, incluyendo nuevos personajes (de nuevos autores) y la repetición de las clásicas aventuras que, con acuerdo mediante, incluyeron la reaparición de algunas historietas de Sídoli en las últimas ediciones.
Guillermo Guerrero falleció el 25 de junio de 2009, a los 85 años.
- Datos: Q24960710